# جرج وستینگهاوس
جرج وستینگهاوس (به انگلیسی: George Westinghouse) (زاده ۶ اکتبر ۱۸۴۶ – درگذشته ۱۲ مارس ۱۹۱۴) یک کارآفرین و مهندس بود که ترمز بادی راه‌آهن را اختراع کرد و از پیشگامان صنعت برق بود. وستینگهاوس یکی از رقبای اصلی توماس ادیسون در اجرای اولیهٔ سیستم برق آمریکا بود. سیستم وستینگهاوس در نهایت بر سیستم جریان مستقیم ادیسون غالب شد. در سال ۱۹۱۱ او برای موفقیت شایسته در ارتباط با توسعه سیستم جریان متناوب تسلا موفق به دریافت مدال AIEE ادیسون شد.

## اختراعات